# NGC 192
NGC 192 (ook wel PGC 2352 of UGC 401) is een balkspiraalstelsel in het sterrenbeeld Walvis. NGC 192 staat op ongeveer 180 miljoen lichtjaar van de Aarde.
NGC 192 werd op 28 december 1790 ontdekt door de Duits-Britse astronoom William Herschel.